# 于田县
于田县（旧作“于闐县”，1959年改为“于田县”；维吾尔语：كېرىيە ناھىيىسى，官方轉寫：Keriya Nahiyisi，直譯：克里雅县）是中华人民共和国新疆维吾尔自治区和田地区所辖的一个县。于阗（于田）縣的名稱來源於古于阗城，但古阗國在和阗（和田）縣内，扞罙國（拘彌國）則在于田縣内。

## 行政区划

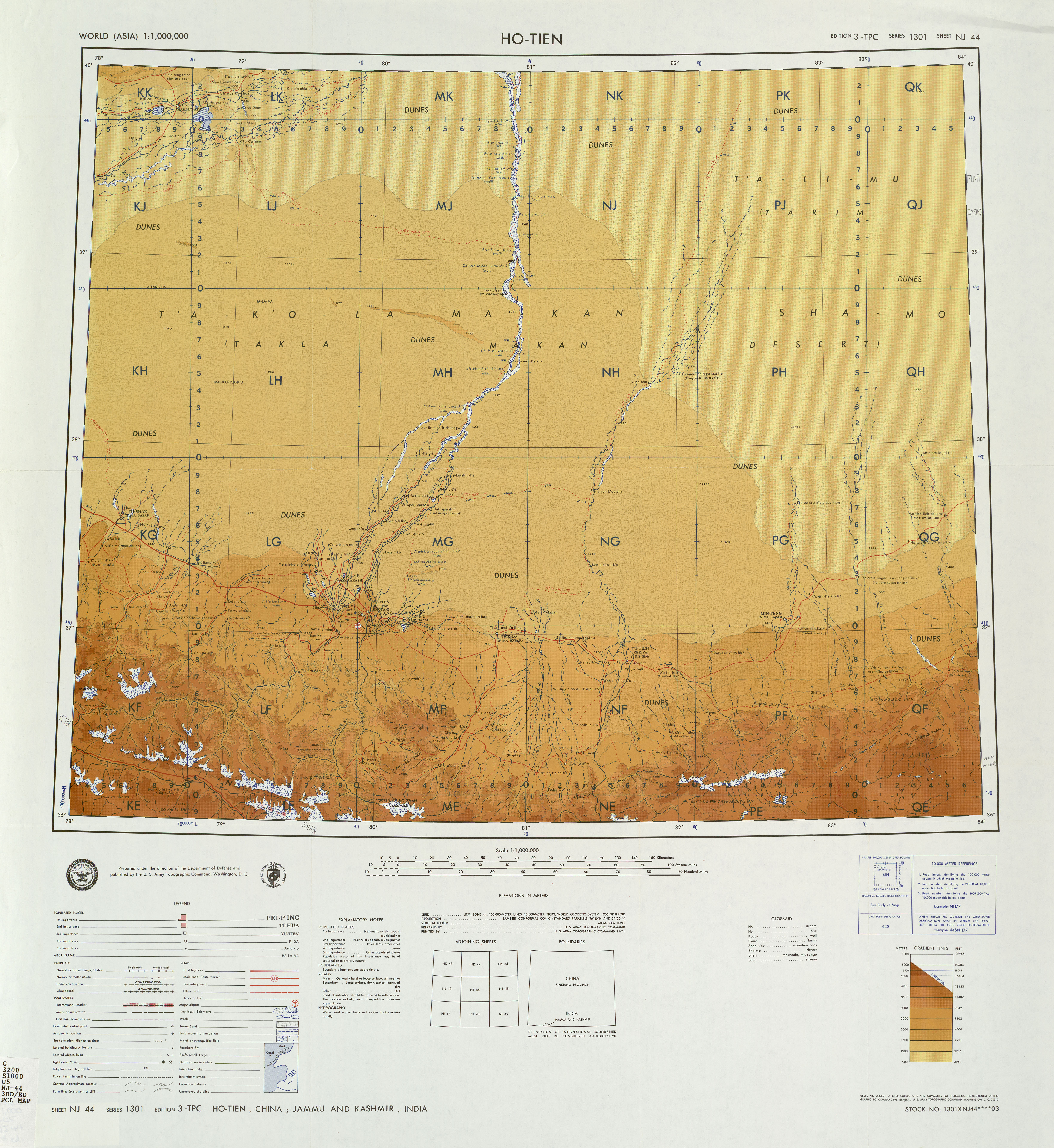
于田县(1971年)

于田县下辖2个镇、13个乡：
木尕拉镇、先拜巴扎镇、加依乡、科克亚乡、阿热勒乡、阿日希乡、兰干乡、斯也克乡、托格日尕孜乡、喀拉克尔乡、奥依托格拉克乡、阿羌乡、英巴格乡、希吾勒乡、达里亚博依乡和于田监狱。

## 交通
- 于田县县城西南100多公里处山区中的阿羌乡普鲁村是克里雅古道的北方起点[5]。
- 315国道过境。
- 于田機場，2020年12月開放，目前有至烏魯木齊的航線。

## 人口
2020年末，根据第七次人口普查数据显示：全县常住人口为257038人。

## 历史文化

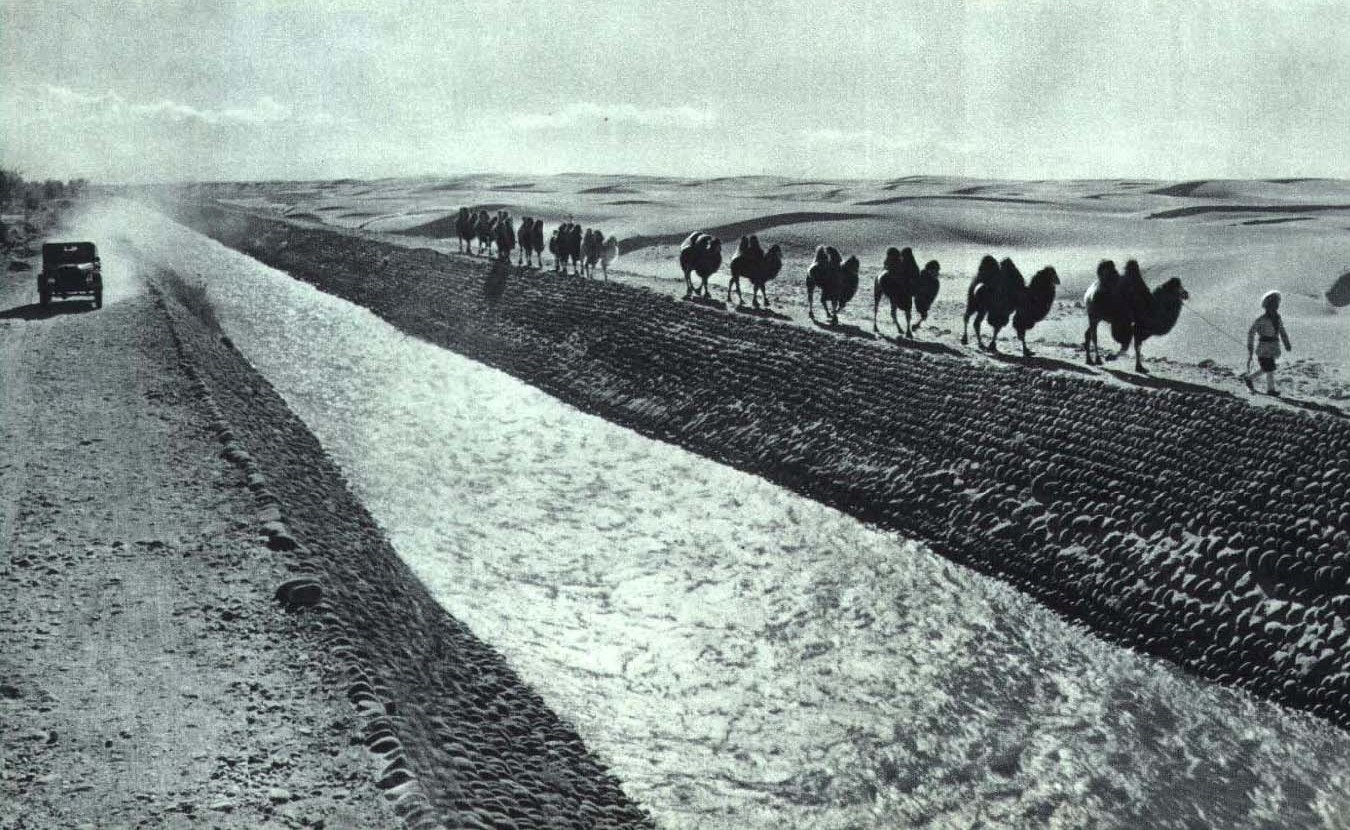
1965年新疆于田县

于田古称扞罙、拘彌或扞彌，公元前60年西汉设立西域都护府，扞罙自此纳入中原王朝的统治。曹魏時爲附屬于阗並為其所吞并。于阗是丝绸之路南线重镇，西域36国富庶之都，是中西文化、佛教、伊斯兰教文明的重要交汇地，是世界三大金玉文化发源地之一。唐朝后期，吐蕃势力坐大，割断了河西走廊与陇右，于阗国臣服于吐蕃。公元9世纪中叶，吐蕃由于内乱而衰落，于阗国获得独立，与沙州（敦煌）归义军政权关系密切。公元970年左右，于阗王尉迟输罗（李从德）攻陷喀喇汗国控制的疏勒地区。公元1004年左右，喀喇汗国灭亡于阗国，佛教文明被伊斯兰文明取代。

## 资源环境
- 于田享南疆丰富的光热和地下水资源，农牧业发达，瓜果丰盛，拥有中国胡杨之乡、中国大叶紫花苜蓿之乡、中国玉石之乡、中国大芸之乡等称号。
- 于田境内有金、铜、煤、石棉等矿产资源，有黄羊、藏羚羊、骆驼、雪鸡、金雕等国家保护珍稀动物。
- 于田自然景观壮美，有昆仑风光、雪域圣湖、沙海风情、世外桃源四大旅游资源。